# Geraldo Veloso
Geraldo Veloso (Belo Horizonte, 1944 - Belo Horizonte, 30 de setembro de 2018) foi um cineasta, crítico, palestrante, ensaísta e pesquisador brasileiro de cinema.
Participou, como assistente e diretor de produção, produtor executivo, diretor de fotografia, técnico de som direto, roteirista, montador, entre outras atividades de mais de 120 filmes de longa, média e curta metragens.
Foi editor da Revista de Cinema e jurado em festivais de cinema no Brasil e no exterior. Dirigiu os longas-metragens Perdidos e Malditos, Homo sapiens e O Circo das Qualidades Humanas. Coordenou várias edições do Festival Internacional de Curtas Metragens de Belo Horizonte. Foi coordenador do programa "Cine Magazine", da Rede Minas de televisão, planejador e coordenador do Consórcio Mineiro de Audiovisual. Foi Diretor Executivo da Associação Mineira de Cineastas e diretor do Centro de Estudos Cinematográficos (Belo Horizonte).

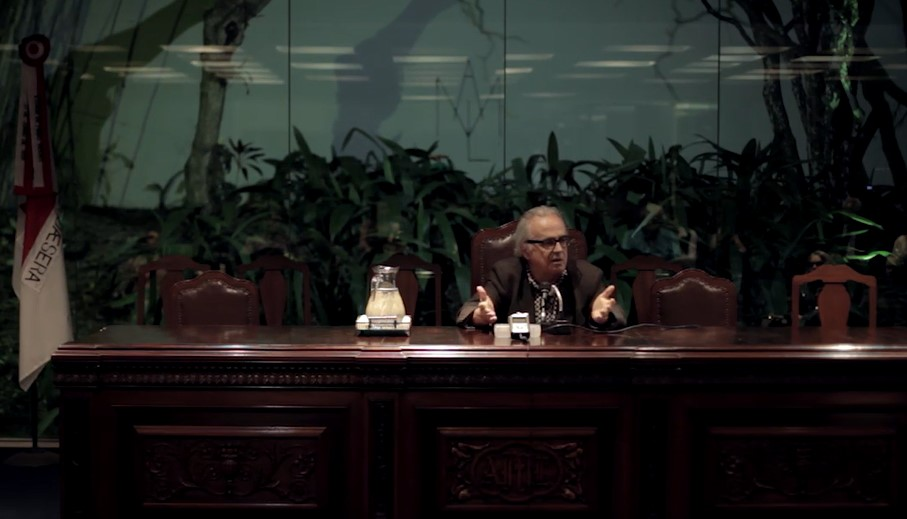
Geraldo Veloso a palestrar no evento Casa da Palavra na Academia Mineira de Letras (2016).

Em 2011 Veloso foi eleito diretor-executivo do Congresso Brasileiro de Cinema. No mesmo ano, foi contemplado pelo Edital Filme em Minas, promovido pela Secretaria do Estado da Cultura de Minas Gerais, na categoria "Publicações, preservação e memória", com o projeto "O Cinema através de mim". O resultado deste projeto foi a publicação de um livro, de mesmo nome, em 2015. 
Em 2016 o cineasta palestrou na Academia Mineira de Letras com o tema "Cinema e literatura - interações e distinções". Em 2017 deu uma entrevista à rádio CBN sobre os 50 anos de sua trajetória no cinema brasileiro.